# Cuisson par expansion
La cuisson par expansion est une dénomination ancienne (supprimée du référentiel des CAP en 2000) et fautive pour désigner le type de cuisson qui consiste à immerger l'aliment à cuire dans un liquide froid ou dans un liquide porté à une température inférieure à celle de la coagulation des protéines. Ce type de cuisson se produit dans les cuissons à l'anglaise ou bouillis si le départ de cuisson a lieu dans un liquide froid et dans les pochés si le départ de cuisson a lieu dans un liquide froid ou porté à une température inférieure à celle de la coagulation des protéines. Ce type de cuisson vise à permettre un échange entre l'aliment et le milieu de cuisson.
Théoriquement, cette dénomination est fautive, parce que :
- le tissu animal (viande ou poisson), souvent utilisé, se contracte et ne se dilate pas ;
- le flux sortant de composés (eau essentiellement) se fait d'autant que le liquide initialement soit chaud ou froid ;
- il y a une contraction, et donc une sortie de matière, dans les autres modes de cuisson.

On observera en outre qu'on parlait d'échange alors que le liquide de cuisson ne pénètre pas dans le tissu animal qui se contracte.
Applications de ce type de cuisson : cuisson des viandes et des poissons si l'on veut obtenir un bouillon savoureux ; cuissons des pommes de terre et des légumes secs pour favoriser leur réhydratation avant leur cuisson. Les poissons sont pochés avec départ à froid surtout pour éviter leur déformation due à une brusque coagulation des protéines.
C'est un des trois types de cuisson en cuisine, avec la cuisson par concentration et la cuisson dite mixte (1re phase : concentration; 2e phase : expansion).